# Veselka (přítok Libuňky)
Potok Veselka (okres Semily) je nejvýznamnějším pravostranným přítokem Libuňky.

## Průběh toku
Veselka pramení nedaleko Skuhrova v nadmořské výšce 535 m n. m. Odtud pokračuje severozápadně Černou roklí, ve které se setkává s několika menšími přítoky především sezónního charakteru. První obcí, kterou Veselka protéká je Veselá, na jejímž severním okraji se Veselka stáčí jižním směrem a od středu obce pokračuje východně. Dále protéká Kotelskem, Křečovicemi, od Sýkořic pokračuje tok Veselky severozápadně skrz Rovensko pod Troskami až ke Ktové, kde se vlévá do Libuňky. Rovensko pod Troskami je jediné město na toku Veselky a potok až k němu výrazně meandruje.

### Přítoky
- pravé: Tisovka, Václavský potok
- levé: Hlubůček, Dráčovský potok, Koudelka